# Tour der neuseeländischen Rugby-Union-Nationalmannschaft nach Australien und Fidschi 1980
| Tour der All Blacks nach Australien und Fidschi 1980 | Tour der All Blacks nach Australien und Fidschi 1980 | Tour der All Blacks nach Australien und Fidschi 1980 | Tour der All Blacks nach Australien und Fidschi 1980 | Tour der All Blacks nach Australien und Fidschi 1980 |
| Übersicht                                            | S                                                    | G                                                    | U                                                    | N                                                    |
| ---------------------------------------------------- | ---------------------------------------------------- | ---------------------------------------------------- | ---------------------------------------------------- | ---------------------------------------------------- |
| Test Matches                                         | 03                                                   | 01                                                   | 0                                                    | 2                                                    |
| Sonstige Spiele                                      | 13                                                   | 11                                                   | 1                                                    | 1                                                    |
| Gesamt                                               | 16                                                   | 12                                                   | 1                                                    | 3                                                    |
|                                                      |                                                      |                                                      |                                                      |                                                      |
| Australien                                           | 03                                                   | 01                                                   | 0                                                    | 2                                                    |

Die Tour der neuseeländischen Rugby-Union-Nationalmannschaft nach Australien und Fidschi 1980 umfasste eine Reihe von Freundschaftsspielen der All Blacks, der Nationalmannschaft Neuseelands in der Sportart Rugby Union. Das Team reiste von Mai bis Juli 1980 durch Australien und Fidschi. Während dieser Zeit bestritt es 16 Spiele. Dazu gehörten drei Test Matches gegen die Wallabies. Die Australier entschieden die Test-Match-Serie mit 2:1 Siegen für sich und verteidigten den Bledisloe Cup. Den Abschluss der Tournee bildete ein Länderspiel gegen die fidschianische Nationalmannschaft, das nicht als Test Match zählte. Insgesamt verlief die Tour für die All Blacks eher enttäuschend; sie verloren dreimal und spielten einmal unentschieden.

## Spielplan
- Hintergrundfarbe grün = Sieg
- Hintergrundfarbe gelb = Unentschieden
- Hintergrundfarbe rot = Niederlage

(Test Matches sind grau unterlegt; Ergebnisse aus der Sicht Neuseelands)
| #  | Datum         | Gegner                       | Ort        | Stadion                   | Ergebnis |
| -- | ------------- | ---------------------------- | ---------- | ------------------------- | -------- |
| 01 | 31. Mai 1980  | Sydney Rugby Union           | Sydney     | Sydney Sports Ground      | 13:13    |
| 02 | 04. Juni 1980 | South Australia              | Adelaide   | Norwood Oval              | 75:3     |
| 03 | 07. Juni 1980 | Victorian Rugby Union        | Melbourne  | Olympic Park Stadium      | 45:6     |
| 04 | 11. Juni 1980 | Tasmanian Invitation XV      | Hobart     | Queensborough Oval        | 73:0     |
| 05 | 14. Juni 1980 | New South Wales Waratahs     | Sydney     | Sydney Sports Ground      | 12:4     |
| 06 | 16. Juni 1980 | New South Wales Country      | Newcastle  | Sports Ground             | 34:3     |
| 07 | 21. Juni 1980 | Australien                   | Sydney     | Sydney Cricket Ground     | 9:13     |
| 08 | 24. Juni 1980 | Queensland Country           | Townsville | Hugh Street Rugby Grounds | 63:6     |
| 09 | 28. Juni 1980 | Australien                   | Brisbane   | Ballymore Stadium         | 12:9     |
| 10 | 02. Juli 1980 | Australian Universities      | Brisbane   | Ballymore Stadium         | 33:3     |
| 11 | 06. Juli 1980 | Queensland Reds              | Brisbane   | Ballymore Stadium         | 3:9      |
| 12 | 08. Juli 1980 | Australian Capital Territory | Canberra   | Manuka Oval               | 48:15    |
| 13 | 12. Juli 1980 | Australien                   | Sydney     | Sydney Cricket Ground     | 10:26    |
| 14 | 16. Juli 1980 | Nadroga                      | Lautoka    | Churchill Park            | 14:6     |
| 15 | 19. Juli 1980 | Suva                         | Suva       | National Stadium          | 33:4     |
| 16 | 23. Juli 1980 | Fidschi                      | Suva       | National Stadium          | 30:6     |

## Test Matches
| 21. Juni 1980 | Australien                                                | 13 : 9        | Neuseeland              | Sydney Cricket Ground, Sydney Zuschauer: 36.068 Schiedsrichter: Anthony Garling (Australien) |
| 21. Juni 1980 | Versuche: Hawker Martin Erhöhungen: Gould Dropgoals: Ella | (9:6) Bericht | Straftritte: Codlin (3) | Sydney Cricket Ground, Sydney Zuschauer: 36.068 Schiedsrichter: Anthony Garling (Australien) |

Aufstellungen:
- Australien: Greg Cornelsen, Phillip Cox, Mark Ella, Roger Gould, Duncan Hall, Chris Handy, Mike Hawker, Michael Martin, Brendan Moon, Michael O’Connor, Stan Pilecki, Simon Poidevin, Bill Ross, Tony Shaw , Steve Williams
- Neuseeland: John Ashworth, Brett Codlin, Gary Cunningham, John Fleming, Andy Haden, Gary Knight, David Loveridge , Murray Mexted, Hika Reid, Mark Shaw, Wayne Smith, Murray Taylor, Murray Watts, Leicester Rutledge, Stuart Wilson

| 28. Juni 1980 | Australien                                          | 9 : 12        | Neuseeland                                                | Ballymore Stadium, Brisbane Zuschauer: 18.488 Schiedsrichter: Anthony Garling (Australien) |
| 28. Juni 1980 | Versuche: Moon Erhöhungen: Gould Straftritte: Gould | (9:6) Bericht | Versuche: Reid Erhöhungen: Codlin Straftritte: Codlin (2) | Ballymore Stadium, Brisbane Zuschauer: 18.488 Schiedsrichter: Anthony Garling (Australien) |

Aufstellungen:
- Australien: Greg Cornelsen, Phillip Cox, Mark Ella, Roger Gould, Duncan Hall, Chris Handy, Mike Hawker, Michael Martin, Brendan Moon, Michael O’Connor, Stan Pilecki, Simon Poidevin,  Bill Ross, Tony Shaw , Steve Williams 
 Auswechselspieler: Mick Mathers
- Neuseeland: John Ashworth, Brett Codlin, Gary Cunningham, John Fleming, Andy Haden, Gary Knight, David Loveridge , Murray Mexted, Hika Reid, Bruce Robertson, Leicester Rutledge, Mark Shaw, Murray Taylor, Timothy Twigden, Murray Watts

| 12. Juli 1980 | Australien                                                                                   | 26 : 10        | Neuseeland                               | Sydney Cricket Ground, Sydney Zuschauer: 48.698 Schiedsrichter: Richard Byres (Australien) |
| 12. Juli 1980 | Versuche: Carson Grigg (2) O’Connor Erhöhungen: Gould (2) Straftritte: Gould Dropgoals: Ella | (17:3) Bericht | Versuche: Fraser Straftritte: Codlin (2) | Sydney Cricket Ground, Sydney Zuschauer: 48.698 Schiedsrichter: Richard Byres (Australien) |

Aufstellungen:
- Australien: Peter Carson, Greg Cornelsen, Declan Curran, Tony D’Arcy, Mark Ella, Roger Gould, Peter Grigg, Duncan Hall, Mike Hawker, Peter McLean, Brendan Moon, Michael O’Connor, Simon Poidevin, Bill Ross, Tony Shaw
- Neuseeland: Nicky Allen, John Ashworth, John Black, Lachlan Cameron, Brett Codlin, John Fleming, Bernie Fraser, Andy Haden, Geoffrey Hines, Gary Knight, David Loveridge , Murray Mexted, Bruce Robertson, Leicester Rutledge, Timothy Twigden 
 Auswechselspieler: Mark Shaw, Murray Watts